# Теолојукан (Теолојукан, Мексико)
Теолојукан (шп. Teoloyucan) насеље је у Мексику у савезној држави Мексико у општини Теолојукан. Насеље се налази на надморској висини од 2269 м.

## Становништво
Према подацима из 2010. године у насељу је живело 51255 становника.

### Хронологија
| Година       | 2000                  | 2005                  | 2010                  |
| ------------ | --------------------- | --------------------- | --------------------- |
| Становништво | 49145 (24383 / 24762) | 54202 (26800 / 27402) | 51255 (25263 / 25992) |

### Попис
| \| \| м \| \| \| ж \| \| 0—2 \| 1.550 \| \| \| 1.482 \| \| 3—5 \| 1.661 \| \| \| 1.563 \| \| 6—11 \| 3.247 \| \| \| 3.100 \| \| 12—14 \| 1.411 \| \| \| 1.346 \| \| 15—17 \| 1.513 \| \| \| 1.445 \| \| 18—24 \| 3.303 \| \| \| 3.348 \| \| 60+ \| 1.691 \| \| \| 1.889 \| \| Просек : \| 28,0 \| \| \| 29,0 \| |       |  |  |       |
| |       |  |  |       |
| | м     |  |  | ж     |
| 0—2 | 1.550 |  |  | 1.482 |
| 3—5 | 1.661 |  |  | 1.563 |
| 6—11 | 3.247 |  |  | 3.100 |
| 12—14 | 1.411 |  |  | 1.346 |
| 15—17 | 1.513 |  |  | 1.445 |
| 18—24 | 3.303 |  |  | 3.348 |
| 60+ | 1.691 |  |  | 1.889 |
| Просек : | 28,0  |  |  | 29,0  |

| #   | Индикатор                                                                                        | Вредност |
| --- | ------------------------------------------------------------------------------------------------ | -------- |
| 1   | Становништво од 0 до 2 године                                                                    | 3032     |
| 2   | Мушко становништво од 0 до 2 године                                                              | 1550     |
| 3   | Женско становништво од 0 до 2 године                                                             | 1482     |
| 4   | Становништво са 3 и више година                                                                  | 47794    |
| 5   | Мушко становништво са 3 и више година                                                            | 23497    |
| 6   | Женско становништво са 3 и више година                                                           | 24297    |
| 7   | Становништво са 5 и више година                                                                  | 45656    |
| 8   | Мушко становништво са 5 и више година                                                            | 22408    |
| 9   | Женско становништво са 5 и више година                                                           | 23248    |
| 10  | Становништво са 12 и више година                                                                 | 38223    |
| 11  | Мушко становништво са 12 и више година                                                           | 18589    |
| 12  | Женско становништво са 12 и више година                                                          | 19634    |
| 13  | Становништво са 15 и више година                                                                 | 35466    |
| 14  | Мушко становништво са 15 и више година                                                           | 17178    |
| 15  | Женско становништво са 15 и више година                                                          | 18288    |
| 16  | Становништво са 18 и више година                                                                 | 32508    |
| 17  | Мушко становништво са 18 и више година                                                           | 15665    |
| 18  | Женско становништво са 18 и више година                                                          | 16843    |
| 19  | Становништво од 3 до 5 година                                                                    | 3224     |
| 20  | Мушко становништво од 3 до 5 година                                                              | 1661     |
| 21  | Женско становништво од 3 до 5 година                                                             | 1563     |
| 22  | Становништво од 6 до 11 година                                                                   | 6347     |
| 23  | Мушко становништво од 6 до 11 година                                                             | 3247     |
| 24  | Женско становништво од 6 до 11 година                                                            | 3100     |
| 25  | Становништво од 8 до 14 година                                                                   | 6964     |
| 26  | Мушко становништво од 8 до 14 година                                                             | 3575     |
| 27  | Женско становништво од 8 до 14 година                                                            | 3389     |
| 28  | Становништво од 12 до 14 година                                                                  | 2757     |
| 29  | Мушко становништво од 12 до 14 година                                                            | 1411     |
| 30  | Женско становништво од 12 до 14 година                                                           | 1346     |
| 31  | Становништво од 15 до 17 година                                                                  | 2958     |
| 32  | Мушко становништво од 15 до 17 година                                                            | 1513     |
| 33  | Женско становништво од 15 до 17 година                                                           | 1445     |
| 34  | Становништво од 18 до 24 године                                                                  | 6651     |
| 35  | Мушко становништво од 18 до 24 године                                                            | 3303     |
| 36  | Женско становништво од 18 до 24 године                                                           | 3348     |
| 37  | Женско становништво од 15 до 49 година                                                           | 14314    |
| 38  | Становништво са 60 и више година                                                                 | 3580     |
| 39  | Мушко становништво са 60 и више година                                                           | 1691     |
| 40  | Женско становништво са 60 и више година                                                          | 1889     |
| 41  | Однос између мушкараца и жена                                                                    | 97.2     |
| 42  | Становништво од нуле до 14 година                                                                | 15360    |
| 43  | Становништво од 15 до 64 године                                                                  | 33093    |
| 44  | Становништво од 65 година и више                                                                 | 2373     |
| 45  | Просечан број деце                                                                               | 2.32     |
| 46  | Становништво рођено у ентитету                                                                   | 42404    |
| 47  | Мушко становништво рођено у ентитету                                                             | 20971    |
| 48  | Женско становништво рођено у ентитету                                                            | 21433    |
| 49  | Становништво рођено у другом ентитету                                                            | 8180     |
| 50  | Мушко становништво рођено у другом ентитету                                                      | 3950     |
| 51  | Женско становништво рођено у другом ентитету                                                     | 4230     |
| 52  | Становништво од 5 година и више резидентно у ентитету у јуну 2005. године                        | 44387    |
| 53  | Мушко становништво старосног доба од 5 година и више, резидентно у ентитету у јуну 2005. године  | 21762    |
| 54  | Женско становништво старосног доба од 5 и више година, резидентно у ентитету у јуну 2005. године | 22625    |
| 55  | Становништво од 5 година и више које је живело у другом ентитету у јуну 2005. године             | 705      |
| 56  | Мушко становништво старије од 5 година које је живело у другом ентитету у јуну 2005. године      | 339      |
| 57  | Женско становништво старије од 5 година које је живело у другом ентитету у јуну 2005. године     | 366      |
| 58  | Становништво од 3 године и више које говори аутохтони језик                                      | 294      |
| 59  | Мушко становништво старо 3 године и више које говори аутохтони језик                             | 145      |
| 60  | Женско становништво старо 3 године и више које говори аутохтони језик                            | 149      |
| 61  | Становништво од 3 године и више које говори аутохтони језик и не говори шпански језик            | 0        |
| 62  | Мушко становништво старо 3 године и више које говори аутохтони језик и не говори шпански         | 0        |
| 63  | Женско становништво старо 3 године и више које говори аутохтони језик и не говори шпански језик  | 0        |
| 64  | Становништво старо 3 године и више које говори аутохтони језик и шпански                         | 225      |
| 65  | Мушко становништво старо 3 године и више које говори аутохтони језик и шпански                   | 112      |
| 66  | Женско становништво старо 3 године и више које говори аутохтони језик и шпански                  | 113      |
| 67  | Становништво од 5 година и више које говори аутохтони језик                                      | 292      |
| 68  | Становништво од 5 година и више које говори аутохтони језик и не говори шпански језик            | 0        |
| 69  | Становништво од 5 година и више које говори аутохтони језик и говори шпански језик               | 225      |
| 70  | Становништво у домородачким домаћинствима                                                        | 782      |
| 71  | Становништво са ограничењима у активностима                                                      | 1743     |
| 72  | Становништво са ограниченим ходањем или кретањем, горе или доле                                  | 887      |
| 73  | Становници са ограничењима вида, чак и уз кориштење сочива                                       | 526      |
| 74  | Становништво са ограничењима говора, комуникације или конверзације                               | 143      |
| 75  | Становништво са ограниченим слухом                                                               | 225      |
| 76  | Становништво са ограничењима при одевању, купању или јелу                                        | 90       |
| 77  | Становништво са ограничењима у опажању или учењу једноставних ствари                             | 71       |
| 78  | Становништво са менталним ограничењима                                                           | 156      |
| 79  | Становништво без ограничења активности                                                           | 48635    |
| 80  | Становништво од 3 до 5 година које не похађа школу                                               | 1548     |
| 81  | Мушко становништво од 3 до 5 година које не похађа школу                                         | 796      |
| 82  | Женско становништво од 3 до 5 година које не похађа школу                                        | 752      |
| 83  | Становништво од 6 до 11 година које не похађа школу                                              | 169      |
| 84  | Мушко становништво од 6 до 11 година које не похађа школу                                        | 84       |
| 85  | Женско становништво од 6 до 11 година које не похађа школу                                       | 85       |
| 86  | Становништво од 12 до 14 година које не похађа школу                                             | 183      |
| 87  | Мушко становништво од 12 до 14 година које не похађа школу                                       | 101      |
| 88  | Женско становништво од 12 до 14 година које не похађа школу                                      | 82       |
| 89  | Становништво од 15 до 17 година похађа школу                                                     | 2099     |
| 90  | Мушко становништво од 15 до 17 година похађа школу                                               | 1043     |
| 91  | Женско становништво између 15 и 17 година живота у школи                                         | 1056     |
| 92  | Становништво од 18 до 24 године похађа школу                                                     | 1654     |
| 93  | Мушко становништво од 18 до 24 године похађа школу                                               | 865      |
| 94  | Женско становништво од 18 до 24 године похађа школу                                              | 789      |
| 95  | Становништво од 8 до 14 година које не може да чита и пише                                       | 84       |
| 96  | Мушко становништво старосног доба од 8 до 14 година које не може да чита и пише                  | 43       |
| 97  | Женско становништво старосног доби од 8 до 14 година које не може да чита и пише                 | 41       |
| 98  | Становништво од 15 година и више које је неписмено                                               | 1255     |
| 99  | Мушко становништво од 15 година и више које је неписмено                                         | 399      |
| 100 | Женско становништво од 15 година и више које је неписмено                                        | 856      |
| 101 | Становништво старо 15 и више година без школовања                                                | 1745     |
| 102 | Мушко становништво старо 15 и више година без школовања                                          | 643      |
| 103 | Женско становништво старо 15 и више година без школовања                                         | 1102     |
| 104 | Становништво старосног доба 15 и више година са непотпуним основним образовањем                  | 2865     |
| 105 | Мушко становништво старосног доба од 15 година и више са непотпуном основним образовањем         | 1194     |
| 106 | Женско становништво старосног доба 15 и више година са непотпуном основним образовањем           | 1671     |
| 107 | Становништво старо 15 и више година са комплетним основним образовањем                           | 5692     |
| 108 | Мушко становништво старо 15 година и више са комплетним основним образовањем                     | 2545     |
| 109 | Женско становништво старо 15 и више година са комплетним основним образовањем                    | 3147     |
| 110 | Становништво старосног доба 15 и више година са непотпуним средњим образовањем                   | 1612     |
| 111 | Мушко становништво старосног доба од 15 година и више са непотпуним средњим образовањем          | 940      |
| 112 | Женско становништво старосног доба од 15 година и више са непотпуним средњим образовањем         | 672      |
| 113 | Становништво старо 15 и више година са пуним секундарном образовањем                             | 10421    |
| 114 | Мушко становништво старосног доба од 15 година и више са пуним секундарном образовањем           | 5382     |
| 115 | Женско становништво старосног доба од 15 година и више са пуним секундарном образовањем          | 5039     |
| 116 | Становништво старије од 18 година са постосновним образовањем                                    | 11599    |
| 117 | Мушко становништво старије од 18 година са постосновним образовањем                              | 5812     |
| 118 | Женско становништво старије од 18 година са постосновним образовањем                             | 5787     |
| 119 | Просечна оцена школовања                                                                         | 8.93     |
| 120 | Просечан ниво образовања мушке популације                                                        | 9.16     |
| 121 | Просечан ниво образовања женског становништва                                                    | 8.71     |
| 122 | Економски активно становништво                                                                   | 20713    |
| 123 | Економски активна мушка популација                                                               | 13998    |
| 124 | Економски активна женска популација                                                              | 6715     |
| 125 | Становништво које није економски активно                                                         | 17269    |
| 126 | Мушко становништво које није економски активно                                                   | 4437     |
| 127 | Женско становништво које није економски активно                                                  | 12832    |
| 128 | Запослено становништво                                                                           | 20062    |
| 129 | Запослено мушко становништво                                                                     | 13466    |
| 130 | Запослено женско становништво                                                                    | 6596     |
| 131 | Незапослена популација                                                                           | 651      |
| 132 | Незапослена мушка популација                                                                     | 532      |
| 133 | Незапослена женска популација                                                                    | 119      |
| 134 | Становништво без права на здравствене услуге                                                     | 26361    |
| 135 | Становништво које има право на здравствене услуге                                                | 24236    |
| 136 | Становништво које има право на ИМСС                                                              | 16053    |
| 137 | Становништво које има право на социјално осигурање                                               | 927      |
| 138 | Становништво које има право на државно социјално осигурање                                       | 607      |
| 139 | Становништво које има право на опште осигурање или здравствено осигурање за нову генерацију      | 4921     |
| 140 | Становништво које је било једном или није било у браку током 12 година и више                    | 12905    |
| 141 | Венчано или уједињено становништво од 12 година и више                                           | 21834    |
| 142 | Становништво које је било у браку или уједињено 12 година и више                                 | 3351     |
| 143 | Становништво са католичком религијом                                                             | 46682    |
| 144 | Протестанти, еванђелисти и библијски следбеници различити од еванђелиста                         | 2358     |
| 145 | Становништво са другим религијама различитим од претходних                                       | 42       |
| 146 | Становништво без религије                                                                        | 866      |
| 147 | Укупно пописаних домаћинства                                                                     | 11781    |
| 148 | Пописна домаћинства на челу са мушкарцима                                                        | 9278     |
| 149 | Пописна домаћинства на челу са женама                                                            | 2503     |
| 150 | Становништво у пописним домаћинствима                                                            | 50822    |
| 151 | Становништво у пописним домаћинствима на челу са мушкарцима                                      | 41235    |
| 152 | Становништво у пописним домаћинствима на челу са женама                                          | 9587     |
| 153 | Укупно домаћинстава                                                                              | 13068    |
| 154 | Укупно насељених домаћинстава                                                                    | 11921    |
| 155 | Укупно приватних кућа                                                                            | 12928    |
| 156 | Насељени приватни домови                                                                         | 11781    |
| 157 | Укупно насељених приватних кућа                                                                  | 11920    |
| 158 | Ненасељене приватне куће                                                                         | 1015     |
| 159 | Појединачна домаћинства за привремену употребу                                                   | 132      |
| 160 | Становници у насељеним приватним кућама                                                          | 50822    |
| 161 | Насељеност станара у приватним становима                                                         | 4.31     |
| 162 | Просечно становника по соби у приватним насељеним домаћинствима                                  | 1.11     |
| 163 | Појединачна домаћинства са подовима од различитих материјала од земље                            | 11414    |
| 164 | Појединачна домаћинства у приземљу                                                               | 294      |
| 165 | Појединачна домаћинства са једном спаваћом собом                                                 | 3837     |
| 166 | Појединачна домаћинства са две спаваће собе и више                                               | 7886     |
| 167 | Појединачна домаћинства са једним собом                                                          | 704      |
| 168 | Појединачна домаћинства са две собе                                                              | 1926     |
| 169 | Појединачна домаћинства са 3 собе и више                                                         | 9064     |
| 170 | Појединачна домаћинства која имају електрично светло                                             | 11711    |
| 171 | Појединачна домаћинства која немају електрично светло                                            | 19       |
| 172 | Појединачна домаћинства која имају водоводну воду у стамбеном простору                           | 11481    |
| 173 | Појединачна домаћинства која немају водоводну воду у стамбеном простору                          | 222      |
| 174 | Појединачна домаћинства која имају тоалет                                                        | 11587    |
| 175 | Појединачна домаћинства која имају канализацију                                                  | 11023    |
| 176 | Појединачна домаћинства која немају канализацију                                                 | 655      |
| 177 | Појединачна домаћинства која имају електрично светло, довод воде из јавне мреже и канализацију   | 10805    |
| 178 | Појединачна домаћинства без икаквих услова                                                       | 100      |
| 179 | Појединачна домаћинства која имају радио                                                         | 9948     |
| 180 | Појединачна домаћинства која имају телевизор                                                     | 11436    |
| 181 | Појединачна домаћинства која имају фрижидер                                                      | 9484     |
| 182 | Појединачна домаћинства која имају машину за веш                                                 | 8179     |
| 183 | Појединачна домаћинства која имају аутомобил или комби                                           | 4579     |
| 184 | Појединачна домаћинства која имају рачунар                                                       | 2971     |
| 185 | Појединачна домаћинства која имају фиксну телефонску линију                                      | 3666     |
| 186 | Појединачна домаћинства која имају мобилни телефон                                               | 8237     |
| 187 | Појединачна домаћинства која имају приступ интернету                                             | 1796     |
| 188 | Величина локације                                                                                | 10       |